# Maria Theresia von Montfort

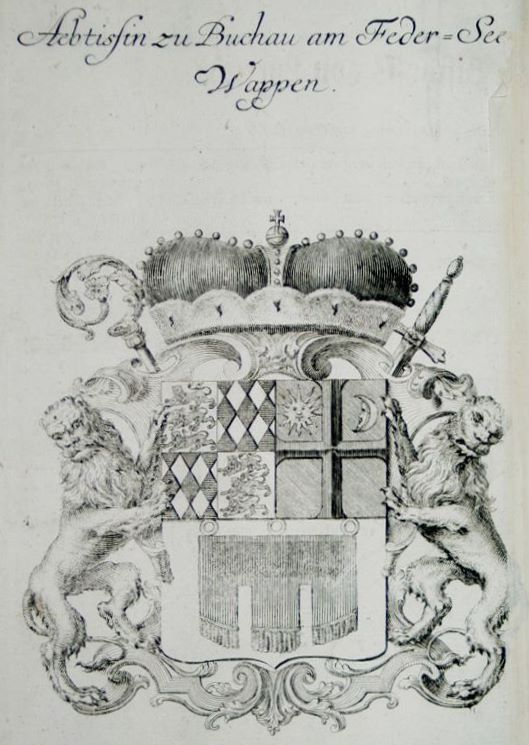
Wappen der Maria Theresia II. von Montfort, 1740

Maria Theresia von Montfort (* 1663; † 17. November 1742) war eine  Gräfin von Montfort sowie Äbtissin des freiweltlichen Damenstifts Buchau im heutigen Bad Buchau am Federsee.

## Leben
Maria Theresia war eine Tochter des Grafen Johann VIII. von Montfort-Tettnang (1627–1696) aus dessen zweiter Ehe mit Gräfin Maria Katharina von Sulz (1630–1686). Maria Theresia trat im Alter von 22 Jahren am 15. Juni 1685 in das Stift ein. Ihre Einkleidung fand am 24. September 1685 statt.
Die Wahl zur Äbtissin am 14. September 1693 entschied sich nach drei Wahlgängen mit sechs Pro-Stimmen. Es folgte eine lange Amtszeit, die geprägt war durch die Einleitung umfangreicher Baumaßnahmen an den Stiftsgebäuden. Im Jahre 1695 erwarb das Stift die Vogtei Oggelsbeuren. Während ihrer Regierungszeit hatte das Stiftsgebiet seine flächenmäßig größte Ausdehnung. Sie ordnete die Gottesdienste und Jahrtage des Stiftes neu. Ihr Testament aus dem Jahre 1740 und eine umfangreiche Beschreibung der Trauerfeierlichkeiten durch den Oberamtmann Joseph Martin Grüeb finden sich in dem Archiv über das Stift.
Eine Tafel mit der Inschrift:

„Hier liegt begraben Maria Theresia Felicitas Fürstin und Äbtissin zu Buchau, geborene Gräfin von Montfort, vor dero Seele der Leser Gott bitte.“

befand sich bis zur Renovation im 20. Jahrhundert am linken vorderen Pfeiler der Stiftskirche St. Cornelius und Cyprianus. Sie verstarb im Jahre 1742.